# Шарівка (село, Богодухівський район)
Ша́рівка — село в Україні, у Валківській міській громаді Богодухівського району Харківської області. Населення становить 770 осіб.

## Географія
Село Шарівка розташоване за 42 км від обласного центру та 44 км від районного центру,  між балками Шарова Левада та Макортет, примикає до села Шлях. Сусідні села на відстані 2 км: Свинарі, Пасічне, Бурівка, Золочівське, Огульці та Буцьківка. Найближча залізнична станція станція Огульці (за 1,5 км). Поруч пролягає автошлях міжнародного значення М03E40 (Київ — Харків — Довжанський).

## Історія
Хутір Шарівка був заснований наприкінці XVIII століття (вперше згадується 1785 роком) переселенцями з Огульців — Шарими, які шукали тут вільних земель. На той час це була одна невелика вулиця. Тут жили державні селяни, які мали земельні наділи і сплачували державні податки.
У процесі декомунізації центральна вулиця отримала назву, на честь Ваховського Андрія Миколайовича, учасника АТО, який загинув. 
До 2020 року орган місцевого самоврядування — Шарівська сільська рада. До Шарівської сільської ради входили такі населенні пункти: Бурівка, Буцьківка, Золочівське, Пасічне, Петренкове, Свинарі, Хворостове, Шевченкове, Шлях.
12 червня 2020 року, розпорядженням Кабінету Міністрів України № 725-р «Про визначення адміністративних центрів та затвердження територій територіальних громад Харківської області», село увійшло до складу Валківської міської громади.
19 липня 2020 року, в результаті адміністративно-територіальної реформи та ліквідації Валківського району, село увійшло до складу Богодухівського району.
У 2000 році налічувалось 260 домогосподарств.

## Об'єкти соціальної сфери
- Дитячий дошкільний навчальний заклад.
- Середня загальноосвітня школа І—ІІІ ст.
- Клуб.
- Стадіон.
- Лікарня.
- Крамниці.
- Стадіон з футбольним полем.
- Дитячий майданчик.

### Шарівська загальноосвітня школа І—ІІІ ступенів
Перша трикласна школа в Шарівці була відкрита у 1902 році після того, як місцевий священик Ольховський купив у Огульцях у поміщиці Коновалової приватну школу, а місцевий священик Золочевський перевіз її до Шарівки. Першим її учителем був С. В. Кривошеєв. З 1920 школа була початковою, з 1930 року — семирічною, з 1959 року — восьмирічною, з 1978 року середньою, з 1995 року — загальноосвітньою. У 1940-х роки містилась в шести приміщеннях. У 1951 році збудовано новий корпус школи, а з 1969 року вона міститься у новій двоповерховій будівлі.
Школу у різні часи очолювали: Приходько (у 1920-ті роки), В. О. Кудіш (1930—1941), Т. С. Ганнус (1943—1953), Г. М. Бородін (1953—1968), Л. О. Коваленко (1968—1994), Г. М. Коваленко (1994—2007), А. І. Кравченко (з 2007).
Нині в школі, крім місцевих учнів навчаються діти з Черемушної, Хворостового, Шевченково та ін. Школа з усіх боків обнесена парканом. Тут кабінетна система, технічне оснащення, декілька комп'ютерних класів. Працює понад 30 учителів і навчається близько 170 учнів.

## Населення

### Мова
Розподіл населення за рідною мовою за даними перепису 2001 року:
| Мова            | Кількість | Відсоток |
| --------------- | --------- | -------- |
| українська      | 735       | 95.45%   |
| російська       | 29        | 3.77%    |
| білоруська      | 2         | 0.26%    |
| вірменська      | 2         | 0.26%    |
| інші/не вказали | 2         | 0.26%    |
| Усього          | 770       | 100%     |

## Релігія
Переважаюча більшість населення Шарівки сповідують православну віру. На її території знаходиться Свято-Богоявленський храм, до 1999 року в будівлі якого знаходився клуб. Але зараз будується нова споруда для церкви.

## Особистості
- Ваховський Андрій Миколайович (1979—2014) — сержант резерву Міністерства внутрішніх справ України, учасник російсько-української війни 2014—2017.
- Нахабін Володимир Миколайович (1910—1967) — український композитор, педагог, заслужений діяч мистецтв України.